# 巴特索伯恩海姆
巴特索伯恩海姆（德語：Bad Sobernheim，發音：[baːt ˈzoːbɐnˌhaɪm] ⓘ）是德国莱茵兰-普法尔茨州巴特克罗伊茨纳赫县的城市，面积为54.18平方千米，2023年12月31日人口为6,484人。